# Astrolabi

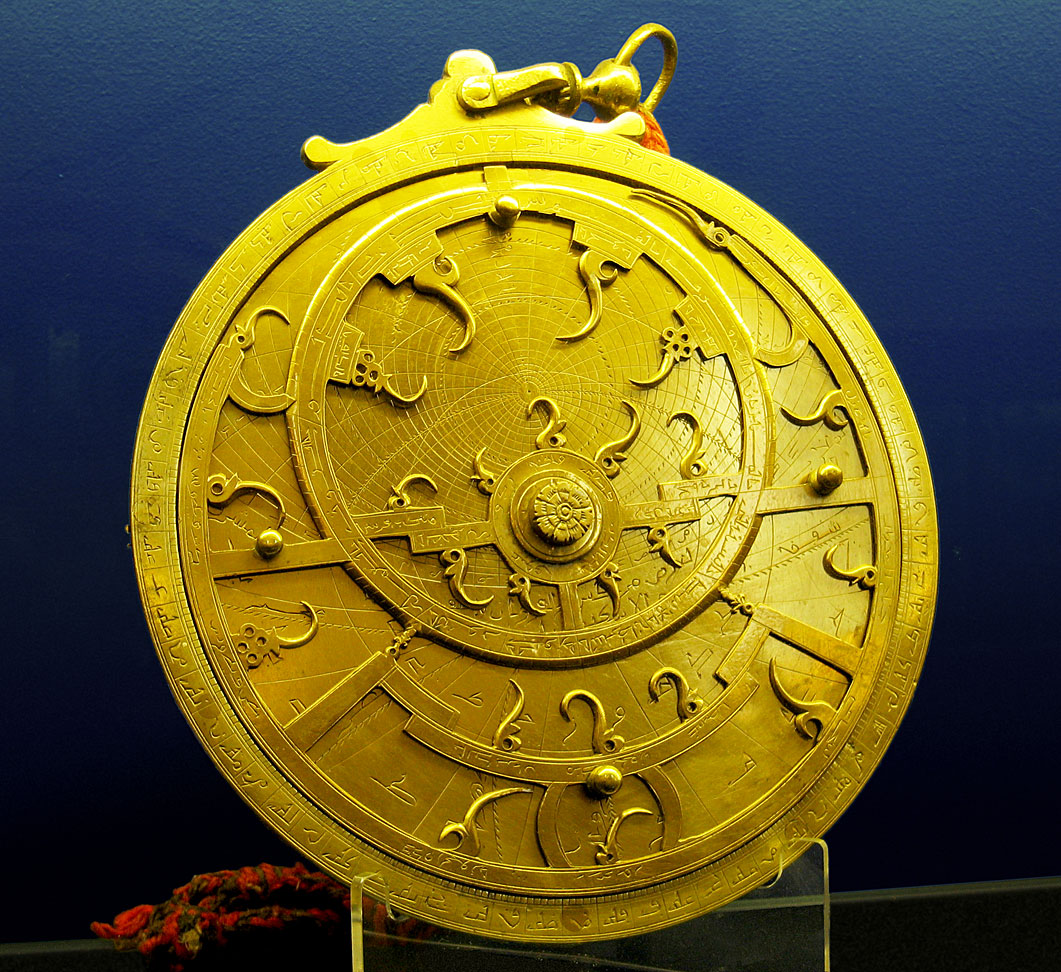
Astrolabi persa del. Whipple Museum of the History of Science (Cambridge, Regne Unit).

L'astrolabi planisfèric o astrolabi, és un instrument astronòmic de mesura i càlcul analògic que reprodueix sobre un disc el moviment aparent de l'esfera celeste entorn de la Terra. La funció principal n'és el càlcul de l'hora a partir de la mesura de l'altura d'un estel o del Sol sobre l'horitzó, però té moltes més aplicacions: entre d'altres, permet calcular les hores de la sortida i la posta del Sol, la latitud i la longitud, la data o la direcció d'un lloc conegut. Origina a l'Antiguitat però va ser perfeccionat per les civilitzacions islàmiques, tant en l'aspecte tècnic com en l'ornamental, tot esdevenint objectes de gran valor artístic. El mot prové del grec astrolábion, de ástron «astre» i labḗ «acció de prendre, presa».

## Història
L'origen de l'astrolabi cal cercar-lo a l'antiga Grècia encara que no se n'ha trobat cap exemplar. Hiparc, al segle ii aC, va escriure sobre la projecció estereogràfica, que és el mètode matemàtic en què es basa  l'astrolabi. Al segle ii dC l'astrolabi apareix mencionat per primer cop per Ptolemeu al seu llibre Tetrabiblos. Tanmateix, la descripció més antiga que se'n coneix d'un astrolabi planisfèric és de Joan Filopò l'any 550, on n'explica onze usos. Cap a l'any 650, el bisbe de Nísibis Severus Sēbōkht va escriure un altre tractat amb la descripció de vint-i-cinc usos, i un bon manual per al seu ús és el tractat Sobre l'astrolabi d'Al-Farghaní a causa de la manera matemàtica que va aplicar l'instrument a l'astrologia, l'astronomia i el cronometratge. L'astrolabi islàmic més antic que es conserva el va realitzar Nasṭūlus a Bagdad l'any 315 H (927-28) durant l'edat d'or de l'islam i pertany a una col·lecció privada en dipòsit al Kuwait National Museum.
Introduït a la península Ibèrica pels àrabs, l'astrolabi va ser adaptat a la numeració llatina i construït a Catalunya per Sunifred Llobet, de Barcelona, a la fi del segle x, que en va ensenyar el funcionament a Gerbert d'Orlhac, futur papa Silvestre II, el qual en va difondre el coneixement per Europa. Al monestir de Ripoll els monjos van copiar diversos tractats sobre l'astrolabi. Hom conserva a París, a l'Institut du Monde Arabe (col·lecció Marcel Destombes), un astrolabi construït segons la latitud de Barcelona pels volts de l'any 980. També es conserven astrolabis àrabs trobats a València a la darreria del segle xi construïts per Ibrāhīm ibn Saʿīd al-Sahlī i el seu fill Muḥammad. L'astrolabi va servir durant l'edat mitjana als navegants per a calcular la latitud; va aparèixer així l'astrolabi nàutic, que va ser substituït per l'octant i posteriorment pel sextant.

## Elements de l'astrolabi
Els astrolabis clàssics es van construir gairebé tots a partir del mateix model, el qual, en ser desmuntable, permet la identificació de tots els elements. Al costat dels noms en català es mostren llurs respectives equivalències aràbigues:

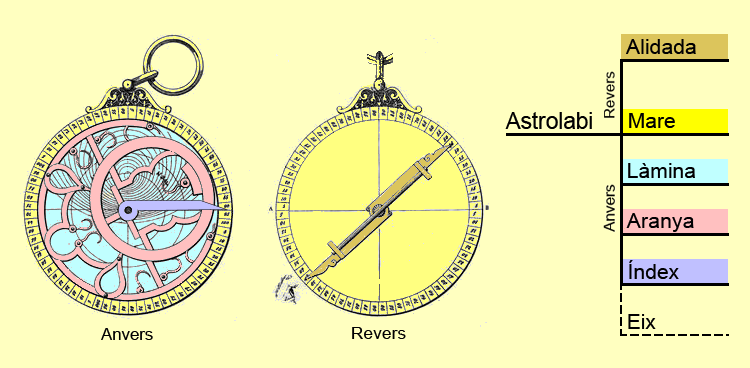
Astrolabi complet amb les seves parts, anvers i revers.
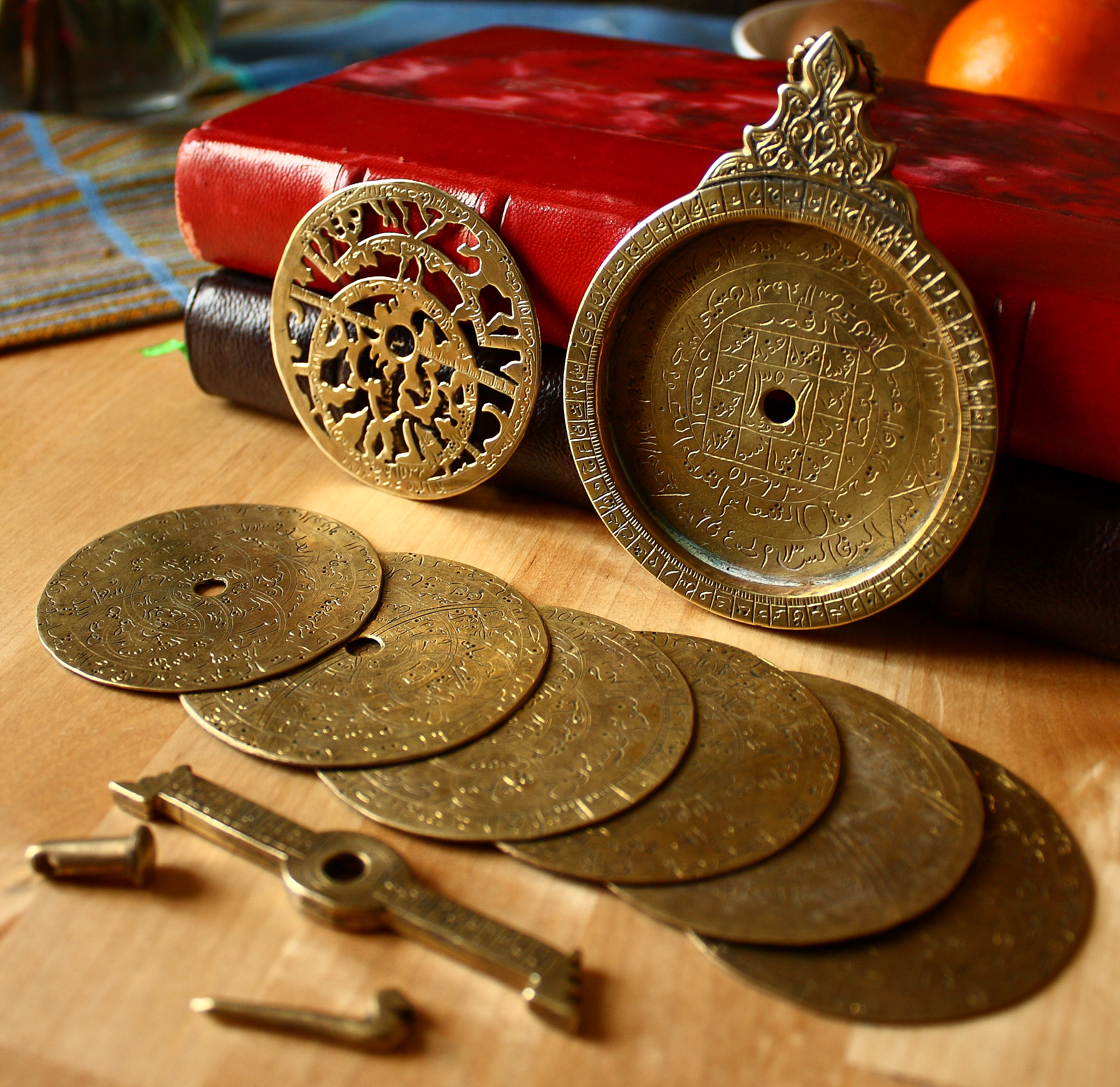
Astrolabi del segle xviii amb el seu joc de làmines.

- La mare (al-umm) és una caixa cilíndrica amb un fons de poc gruix on s'acoblen la resta elements. Està voltada d'una corona graduada. A la part superior hi ha un suspensori amb una anella per penjar-lo d'una corda.
- Les làmines (al-ṣafāʿiḥ) són uns discs que s'ajusten a l'interior de la corona. Al seu damunt hi ha representades les línies necessàries per al càlcul de l'hora i que depenen de la latitud del lloc. Cada astrolabi pot disposar d'un joc de làmines intercanviables corresponents a latituds diferents.
- L'aranya o xarxa (al-ʿankabut o al-šabaka) és una làmina perforada que representa la projecció simplificada del cel. En ella hi ha situats els principals estels i el cercle de l'eclíptica, el camí que recorre el Sol al llarg de l'any. L'aranya pot girar entorn del seu eix tal com aparentment ho fa l'esfera celeste cada 24 hores.
- L'alidada (al-ʿiḍāda), al revers, és una regla que permet alinear l'observació d'un astre a través de dues pínnules foradades amb l'objectiu de mesurar-ne l'altura sobre l'horitzó.
- L'índex (al-murī), a l'anvers, és una regleta que permet unir el punts de l'aranya convenientment situats sobre la làmina i efectuar la lectura de l'hora sobre la corona graduada de la mare.[7]

## Mesura de l'altura d'un astre

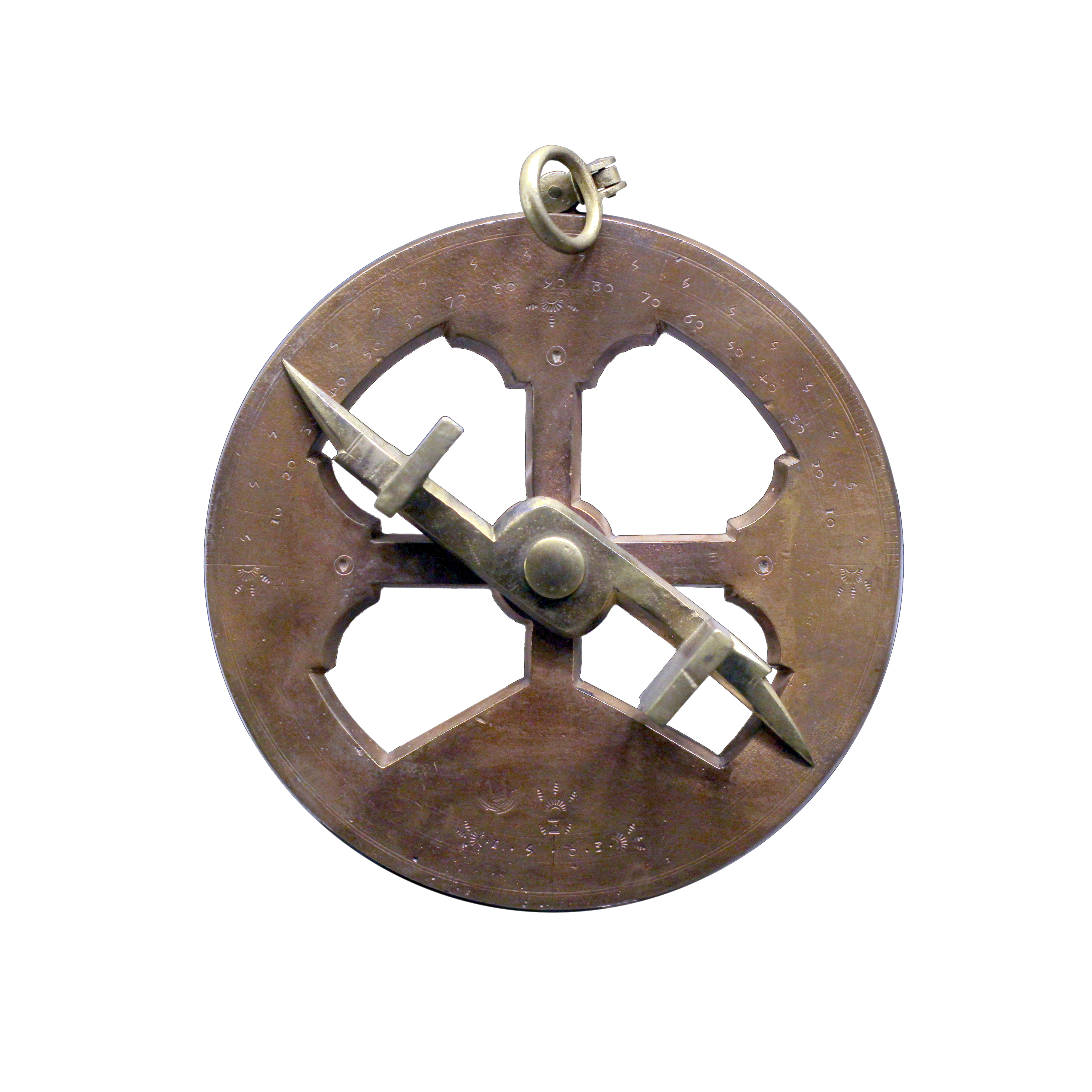
Astrolabi nàutic per mesurar l'altura d'un astre sobre l'horitzó i calcular la latitud.

La mesura de l'altura d'un astre sobre l'horitzó s'efectua al revers de l'astrolabi. Aquesta operació és l'ús més simple que es pot donar a l'instrument. És, de fet, l'única funció que fa un astrolabi nàutic, compost bàsicament per l'alidada i la mare. Un cop subjectat l'astrolabi en posició vertical, l'observador alinea l'alidada amb l'astre que vol mesurar de manera que la seva llum passi a través dels forats de les dues pínnules de l'alidada. El resultat es llegeix sobre l'escala graduada.
- Si l'astre és un estel, l'ull de l'observador mira directament a través de les dues pínnules de l'alidada.
- Si l'astre és el Sol, l'observador s'aparta i mira l'alidada des de fora fins que el raig del Sol que passa pel forat de la pínnula més allunyada passi pel forat més proper. La mesura de l'altura del Sol s'anomena «pesar el Sol».[5]

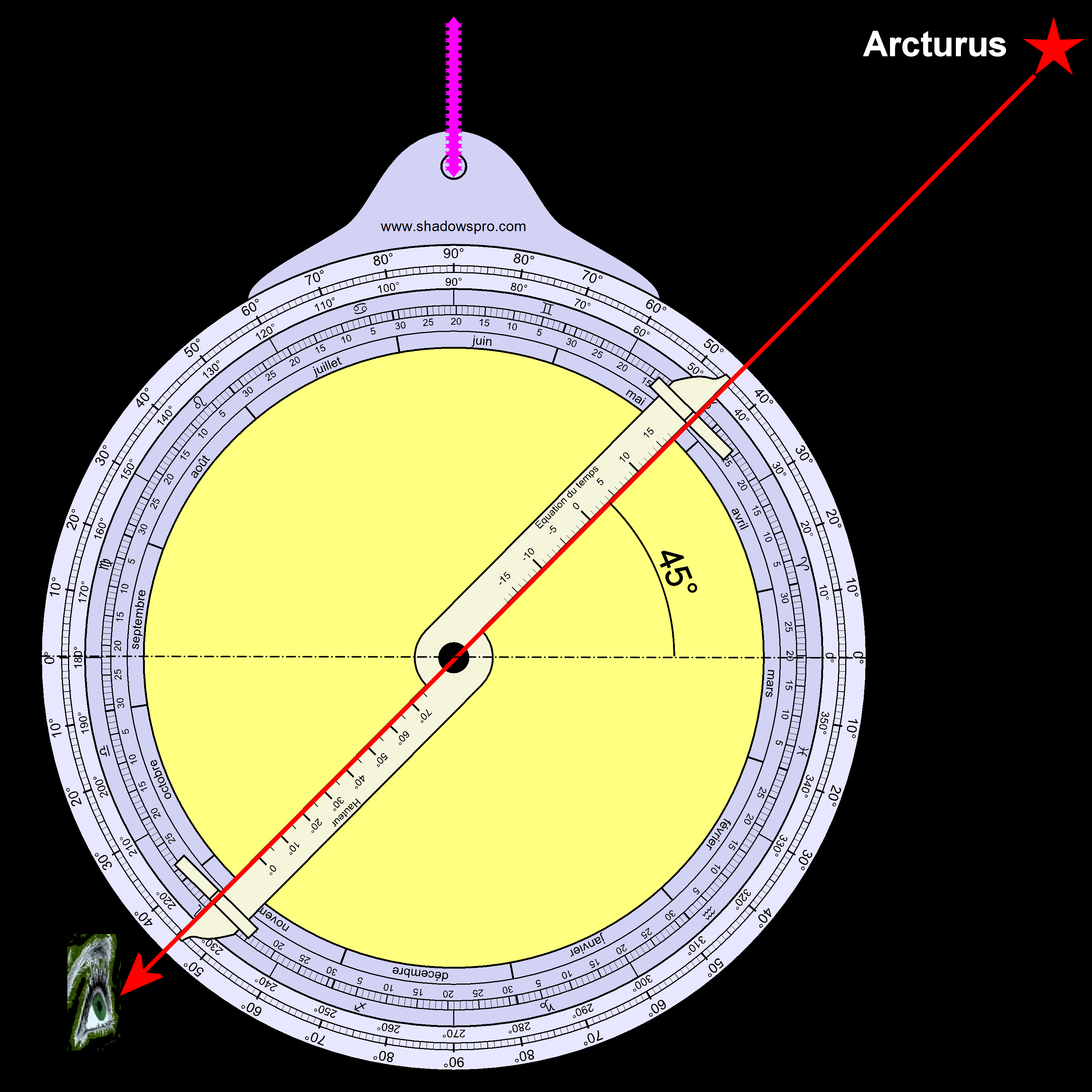
Mesura de l'altura d'Arcturus, en aquest exemple 45° sobre l'horitzó.
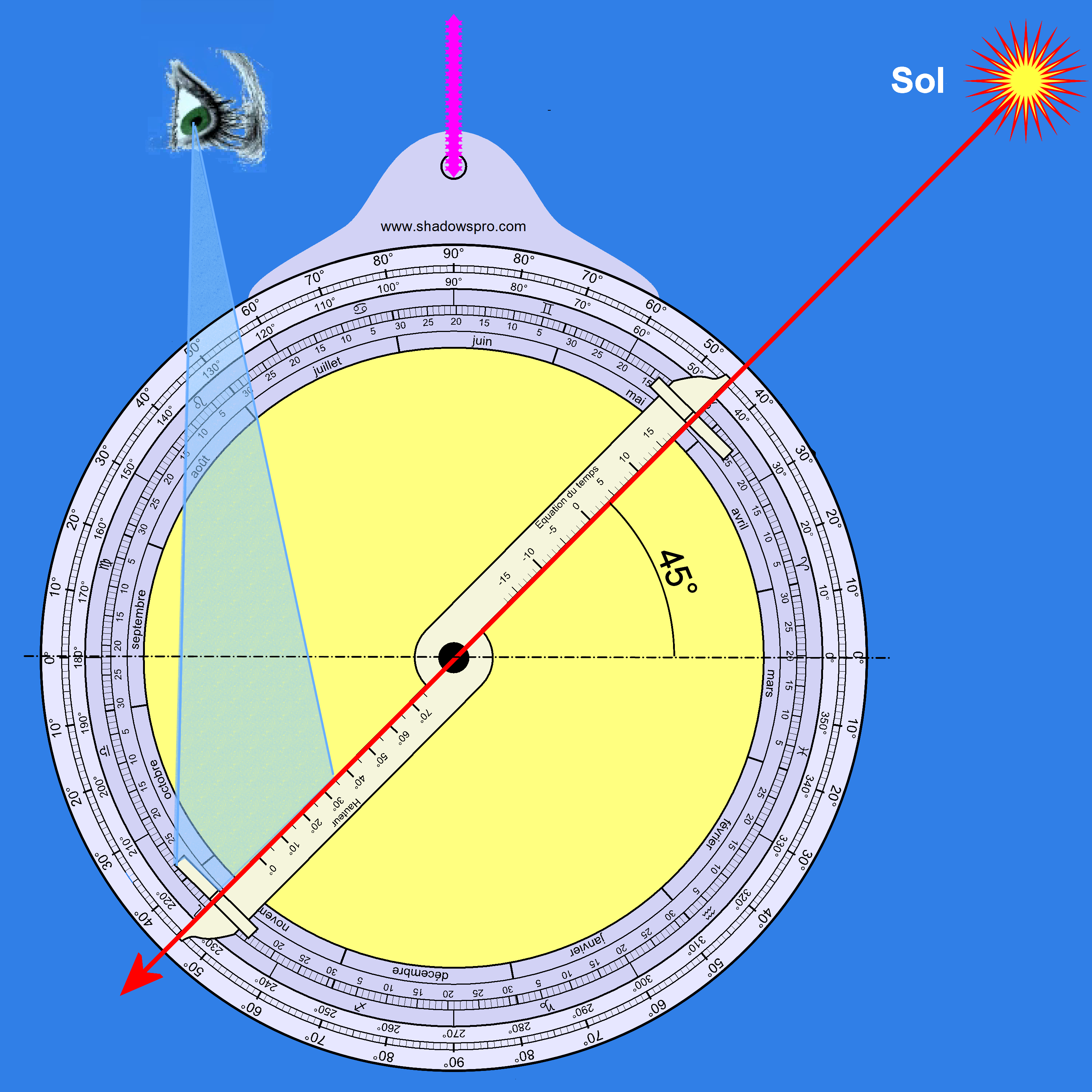
Mesura de l'altura del Sol, en aquest exemple 45° sobre l'horitzó.

### Càlcul de la latitud
La latitud d'un lloc es pot calcular a partir de la mesura de l'altura d'un astre al seu pas pel meridià. També cal saber la declinació de l'astre utilitzat, la qual es pot trobar a l'astrolabi tot mesurant amb l'índex sobre l'aranya la distància de l'astre a l'equador (si és un estel la declinació és constant i si és el Sol varia al llarg de l'any). Aleshores, la diferència entre l'altura mesurada de l'astre i la declinació és la colatitud (90° menys la latitud).

## Càlcul de l'hora
Un cop determinada l'altura d'un astre i coneixent la data, es pot calcular l'hora de l'instant de la mesura. Per a això s'utilitza l'anvers de l'astrolabi, tenint en compte els següents elements:
- La mare, la qual té inscrites sobre la corona graduada les hores, de 0 a 12 ante meridiem a la meitat esquerra i de 0 a 12 post meridiem a la meitat dreta, de manera que si l'astrolabi es col·loca en posició horitzontal, el suspensori (12 p.m.) indica el sud, amb l'est (6 a.m.) a l'esquerra i l'oest (6 p.m.) a la dreta.
- La làmina de la latitud corresponent. En ella hi ha dibuixada una trama de circumferències no concèntriques que representen les projeccions dels almucantarats, que són les línies que uneixen altures iguals. L'almucantarat de 0° correspon a l'horitzó. Normalment, la separació va de 5° en 5° fins al zenit amb, de vegades, els almucantarats dels crepuscles (-6°, -12°, -18°) per sota de l'horitzó.
- L'aranya, amb els seus estels i l'eclíptica, al damunt de la qual hi ha marcades les diferents posicions del Sol al llarg de l'any. Pot ser que tingui marcats els mesos o, en els astrolabis antics, els signes del zodíac, o ambdós.

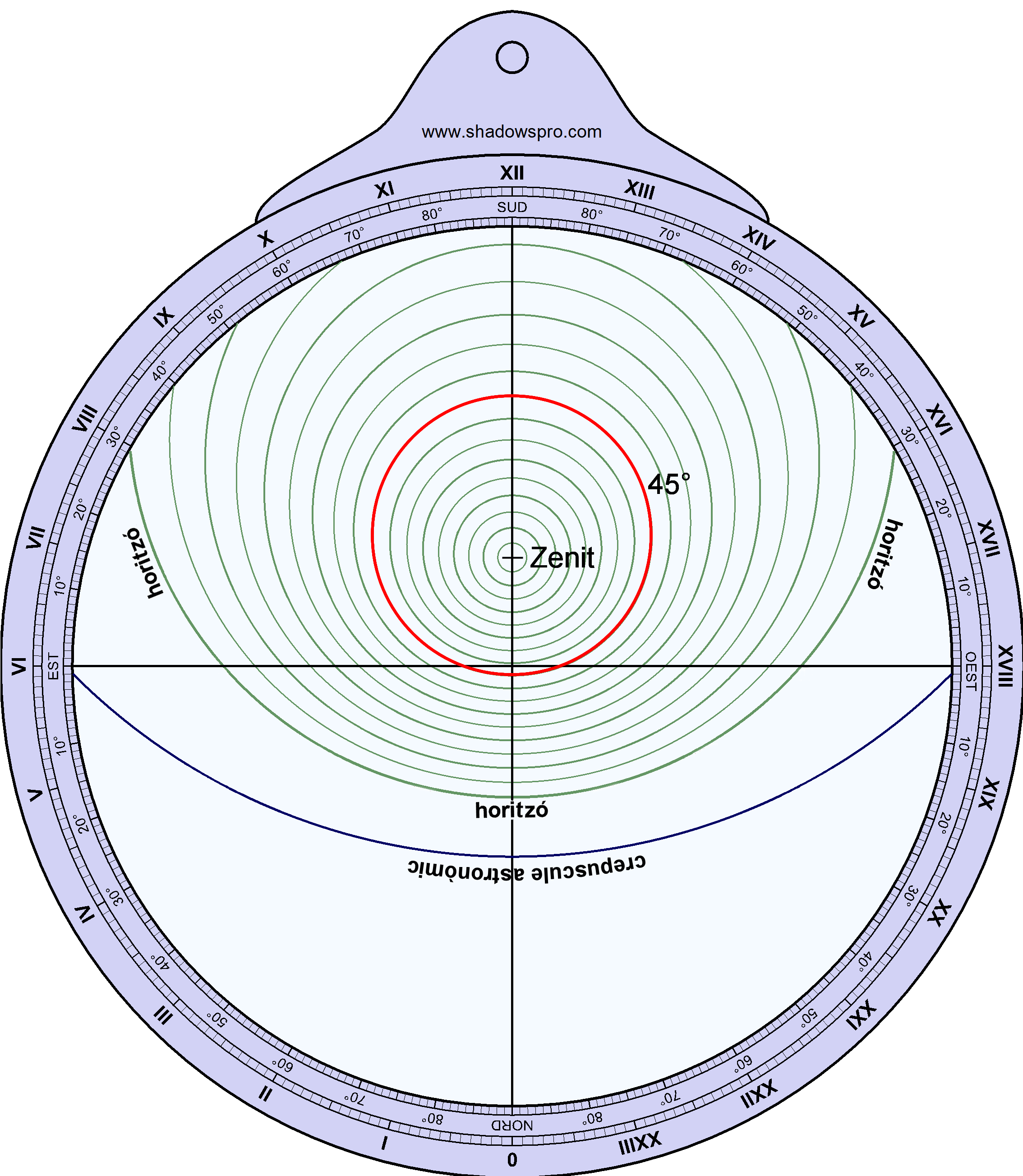
Mare contenint una làmina simplificada amb només els almucantarats i el crepuscle astronòmic. En vermell hi ha dibuixat l'almucantarat de 45°.
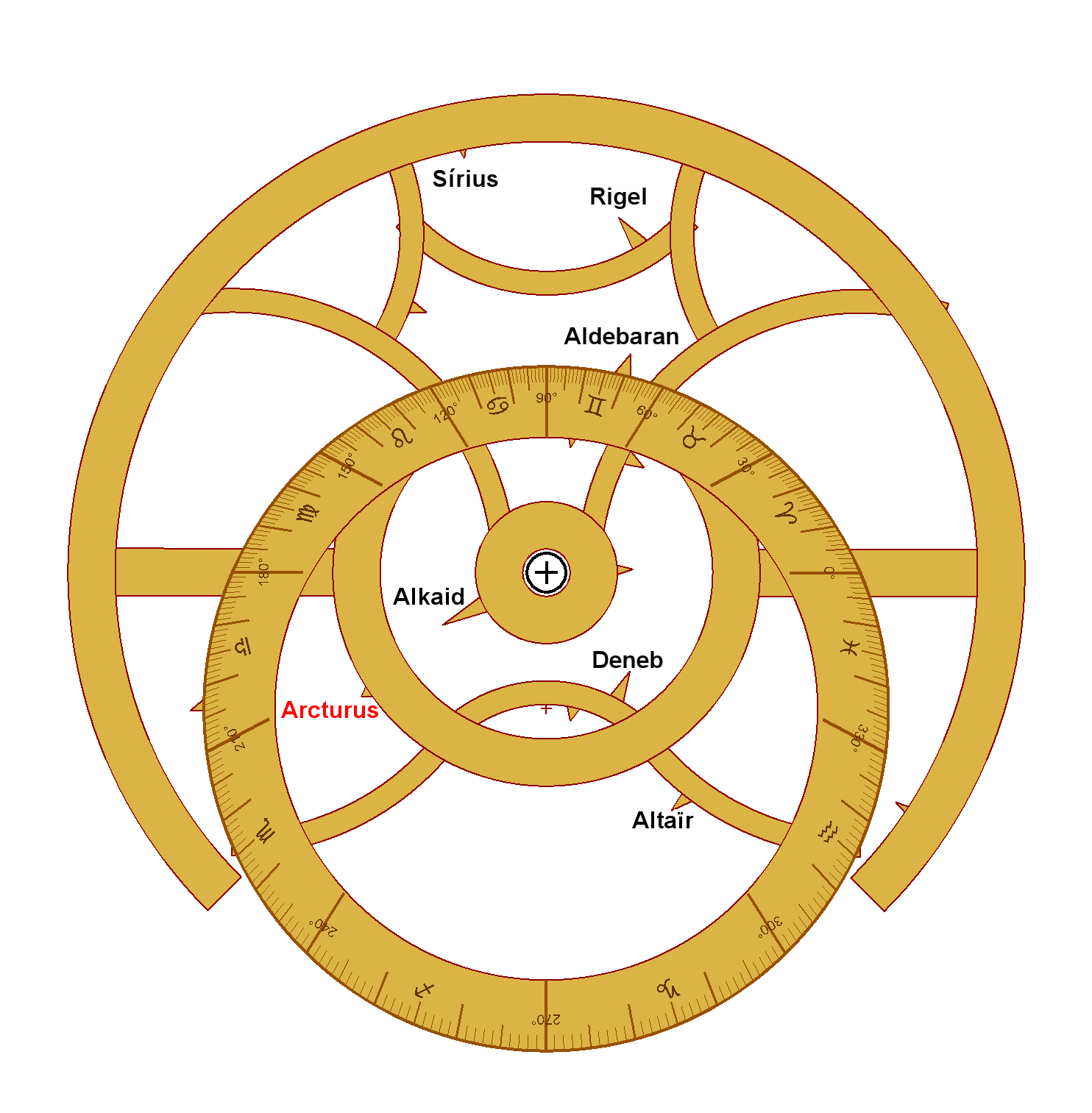
Aranya simplificada amb només alguns estels i el cercle de l'eclíptica amb els signes zodiacals. En vermell hi ha representat l'estel de l'exemple, Arcturus.
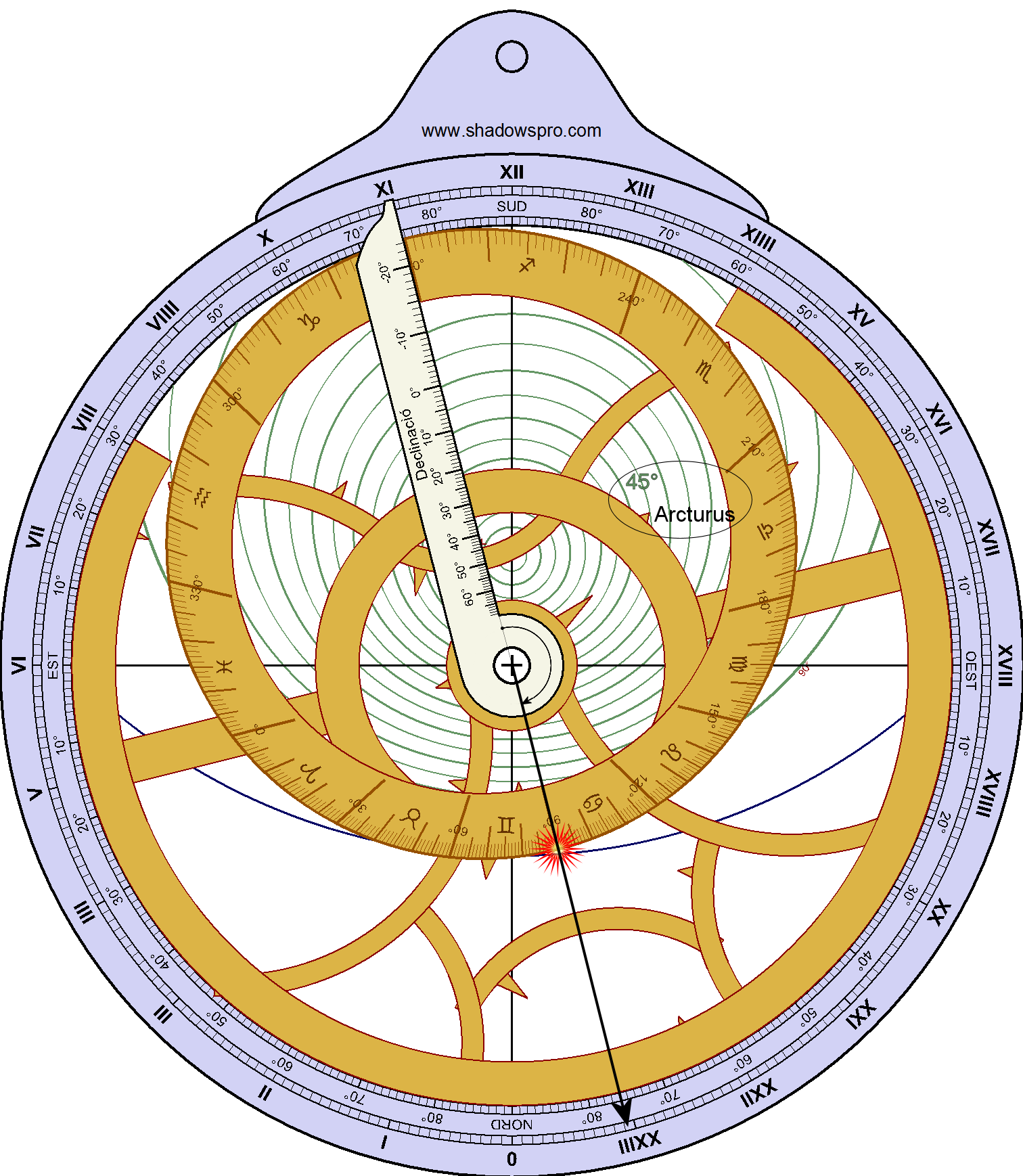
Arcturus s'ha situat sobre l'almucantarat de 45°. Si es fa girar l'índex fins al Sol (en vermell), assenyalarà l'hora sobre la corona, en aquest exemple les 23:05.

Per al càlcul de l'hora es fa girar l'aranya fins que se superposa el punt que representa l'estel (o el Sol a l'eclíptica) sobre l'almucantarat corresponent a l'altura mesurada. Aleshores l'esfera celeste i l'esfera local estan en la posició correcta i tots els estels queden situats automàticament sobre els seus almucantarats. L'índex, alineat amb la posició del Sol, assenyalarà l'hora sobre la corona graduada.

### Càlcul de la longitud
Antigament, amb l'ajut de l'astrolabi es podia calcular la longitud a partir de la diferència horària amb què un mateix fenomen astronòmic era observat simultàniament des de dos llocs diferents, un dels quals de longitud coneguda. Per exemple, l'inici o final d'un eclipsi de Lluna, l'ocultació d'un estel per la Lluna o, un cop inventat el telescopi, els trànsits i ocultacions dels satèl·lits de Júpiter. Aleshores només calia aplicar el fet que a cada hora de diferència entre les dues observacions li corresponen 15° de longitud, car 360° dividit entre 24 hores és exactament 15°.

## Altres càlculs
En una làmina completa, a més dels almucantarats, hi ha representats els meridians locals, que són les corbes d'igual azimut, les quals conflueixen al zenit, així com les línies dels crepuscles i les de les hores desiguals, a la part inferior. Qualsevol problema relatiu a la combinació d'aquests elements pot ser resolt amb l'astrolabi, per exemple:

### Càlcul de l'hora desigual
Antigament, el dia es dividia en 12 hores diürnes i 12 hores nocturnes, la qual cosa feia que al llarg de l'any les hores tinguessin una durada diferent (excepte als equinoccis). L'astrolabi permet trobar l'hora desigual corresponent a l'instant de la mesura:

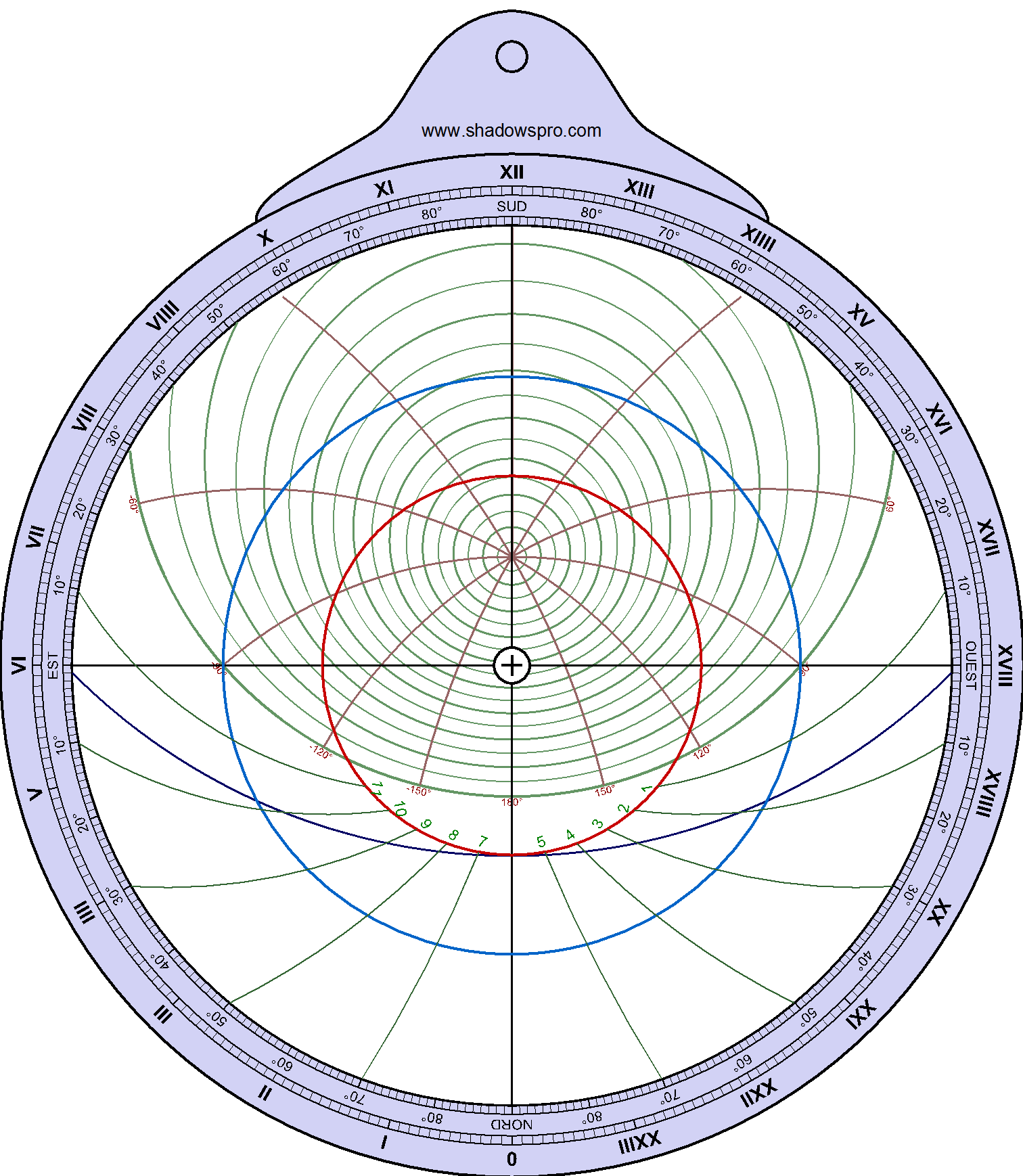
Làmina amb els almucantarats, les corbes d'igual azimut, l'equador (en blau), el tròpic de Càncer (en vermell) i les línies de les hores desiguals (a baix), des de les 0 h a la dreta a les 12 h a l'esquerra.
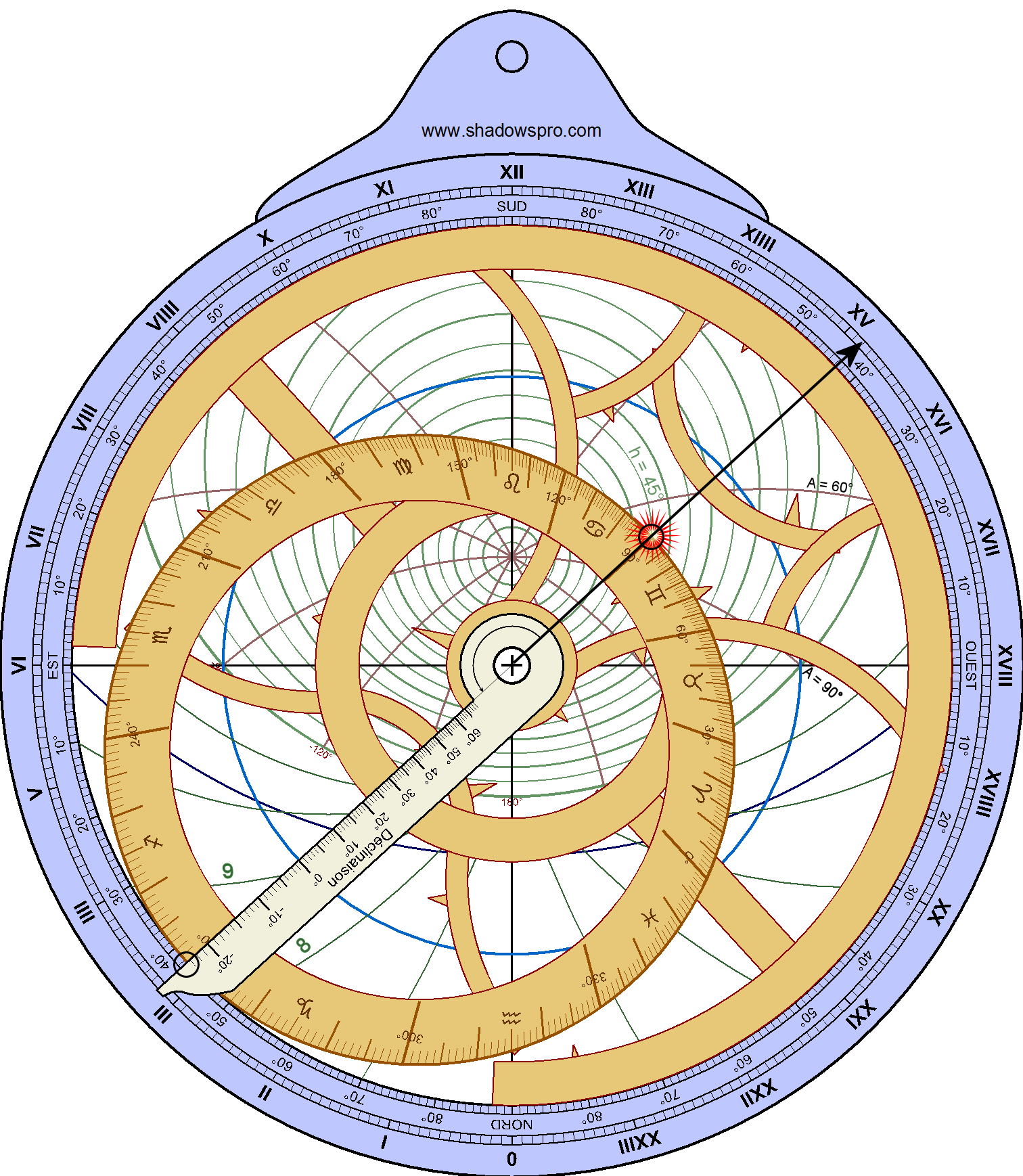
Un cop situat l'estel o el Sol en posició, si l'índex se situa a 180° respecte la posició del Sol a l'eclíptica, assenyalarà l'hora desigual, en aquest exemple entre la 8a i 9a hora (cercle petit).

### Les hores de la sortida i la posta del Sol

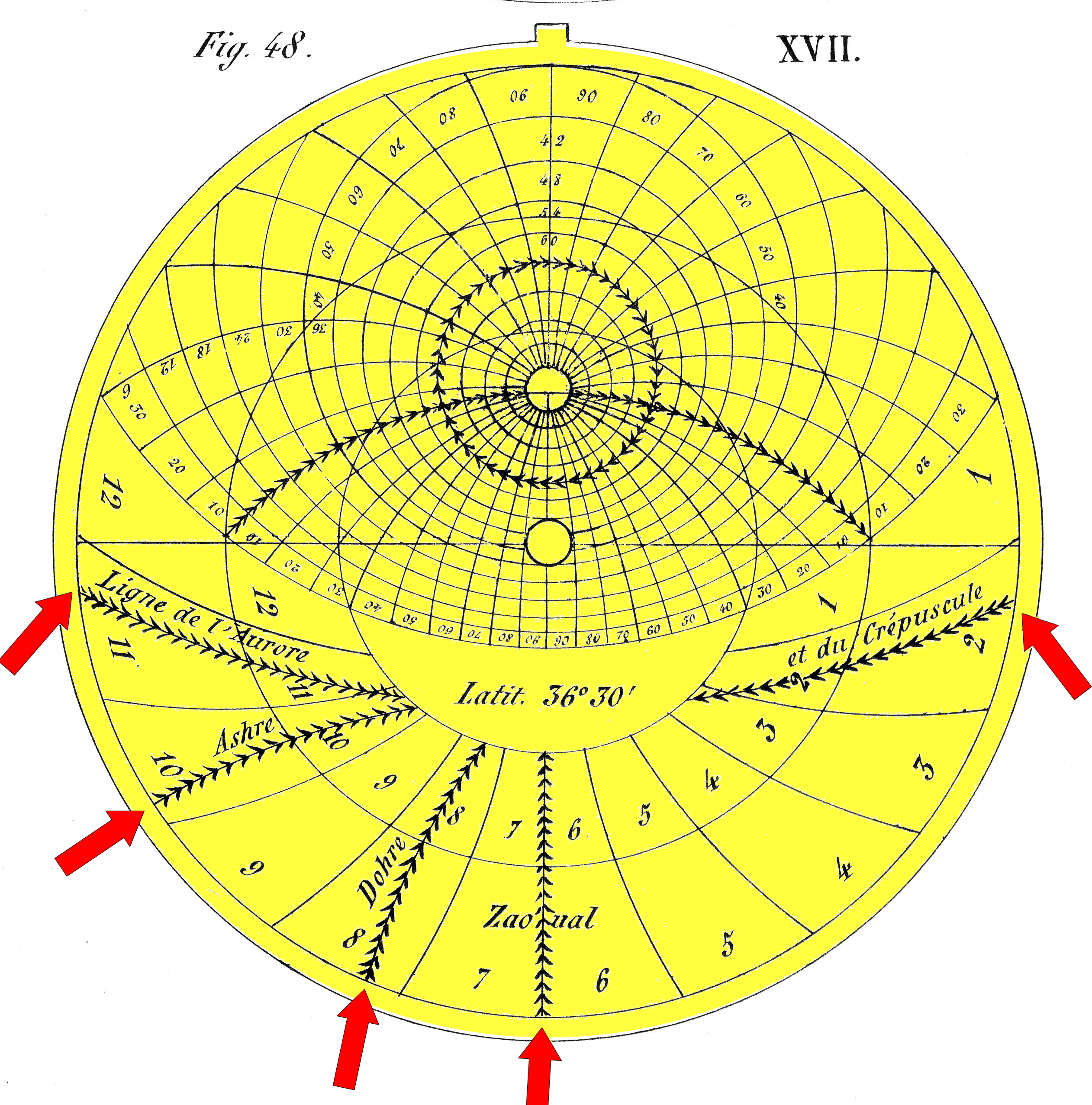
Làmina amb la localització de les hores de les pregàries islàmiques.

Si es fa girar l'aranya de manera que el Sol toqui l'almucantarat de 0° per l'esquerra o per la dreta, es poden llegir sobre la corona graduada les hores de la sortida o la posta del Sol, respectivament, així com les hores de la sortida o la posta de qualsevol estel de l'aranya.
A partir d'aquí es pot calcular la durada del dia i la nit per a qualsevol dia de l'any i per a qualsevol latitud inclosa en les làmines de l'astrolabi. I no només això, sinó que la lectura sobre la corona dona l'azimut del lloc per on surt o es pon el Sol. Aquest càlcul, a la inversa, permet la utilització de l'astrolabi com a brúixola.
De la mateixa manera es poden calcular les hores dels tres crepuscles: el civil (-6°), el nàutic (-12°) i l'astronòmic (-18°) per a qualsevol dia de l'any. Aquests càlculs s'utilitzaven a l'Islam per tal de determinar les hores de les pregàries, lligades als crepuscles i als instants de determinades longituds relatives de l'ombra del Sol.

### Càlcul de la data
L'astrolabi permet trobar la data amb una operació bàsicament inversa a la de trobar l'hora. De fet, no és necessari saber l'hora per trobar la data, només cal anar pesant el Sol fins que assoleixi l'altura màxima al migdia, quan seran les 12 hores. Aleshores s'ha de moure l'aranya fins que l'eclíptica intersequi l'almucantarat corresponent a l'altura màxima mesurada sobre el meridià local. En aquest punt es podrà llegir la data (o el signe del zodíac) sobre l'eclíptica. Ara bé, cal tenir en compte que hi ha dues posicions simètriques respecte dels solsticis; per tant, és requisit saber l'estació, sobretot en les proximitats dels solsticis.

### Determinació de l'alquibla
L'Islam utilitzava l'astrolabi per determinar l'alquibla (direcció de la Meca) des de qualsevol lloc geogràfic. L'angle de l'alquibla des del nord es pot calcular amb la fórmula següent, on (φ1, λ1) són les coordenades del lloc i (φ₂, λ₂) les coordenades de la Kaba, a la Meca:
| {\displaystyle \alpha _{Q}=\arctan \left[{\frac {\sin \left(\lambda _{2}-\lambda _{1}\right)}{\sin \left(90^{\circ }-\varphi _{1}\right)\cdot \operatorname {cotan} \left(90^{\circ }-\varphi _{2}\right)-\cos \left(90^{\circ }-\varphi _{1}\right)\cdot \cos \left(\lambda _{2}-\lambda _{1}\right)}}\right]} |

Un cop calculada la direcció de la Meca, en l'astrolabi cal situar un estel o el Sol sobre l'azimut de l'alquibla i llegir l'altura corresponent. Aleshores s'ha d'anar mesurant amb l'alidada l'altura de l'astre utilitzat fins que assoleixi aquesta altura, i en aquest instant indicarà la direcció de la Meca. De la mateixa manera es pot trobar la direcció de qualsevol altre lloc geogràfic conegut.

## La projecció estereogràfica
El dibuix de les línies de les làmines de l'astrolabi planisfèric s'obté per projecció tant de l'esfera celeste com de l'esfera local, tal com es representen conjuntament en una esfera armil·lar. De la mateixa manera que un mapamundi és una projecció de la Terra esfèrica sobre un full de paper, un astrolabi és una projecció de les esferes celeste i local sobre un full de paper imaginari col·locat tot tallant l'equador. En la projecció estereogràfica es dibuixa una línia des del pol sud celeste fins al punt de la superfície de l'esfera. El punt on aquesta línia creua el pla equatorial es marca a l'instrument. En el cas que es volgués representar l'hemisferi sud la projecció es faria des del pol nord.

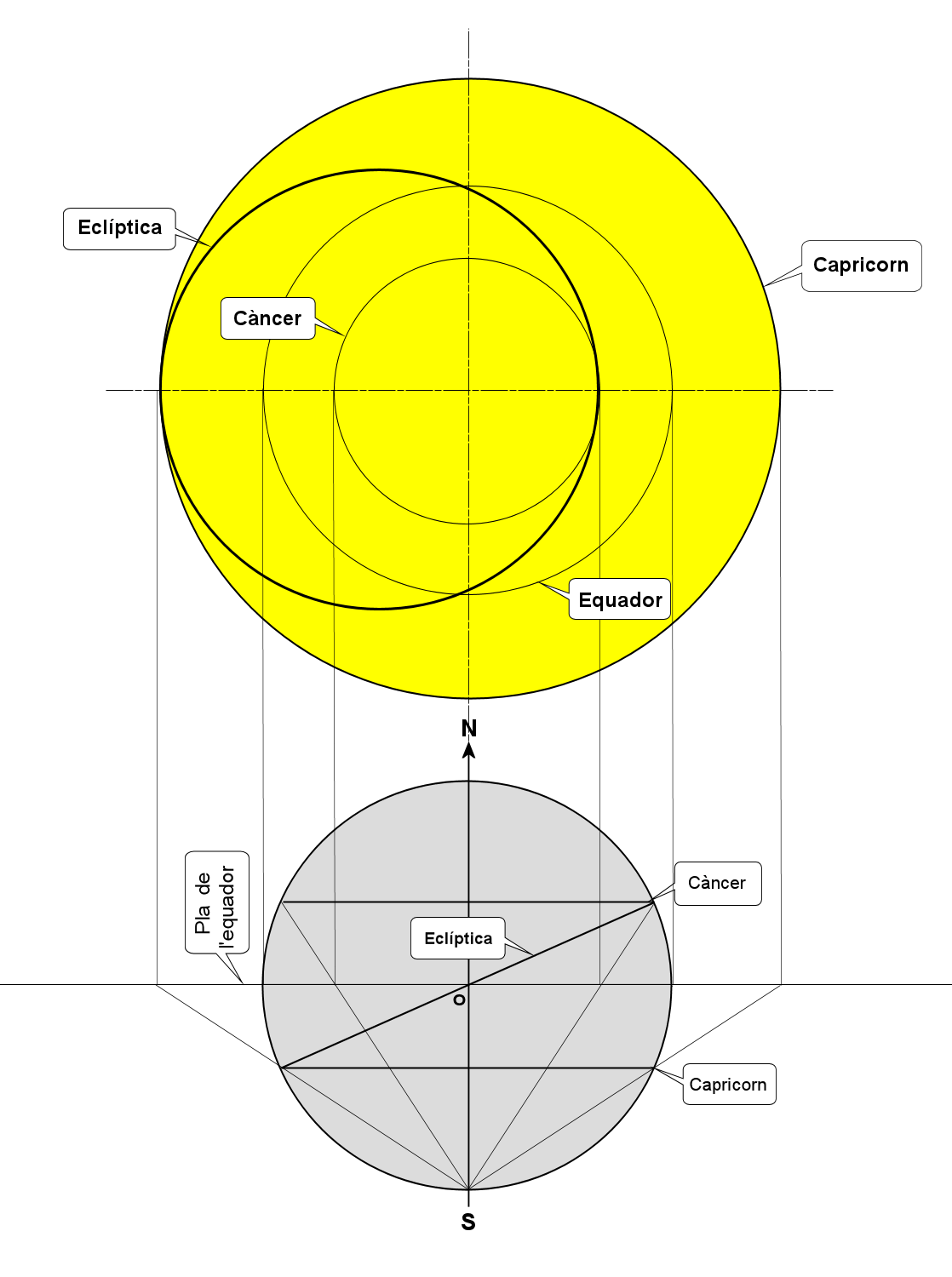
Projecció sobre l'aranya. El cercle exterior representa el tròpic de Capricorn i el centre el pol nord.
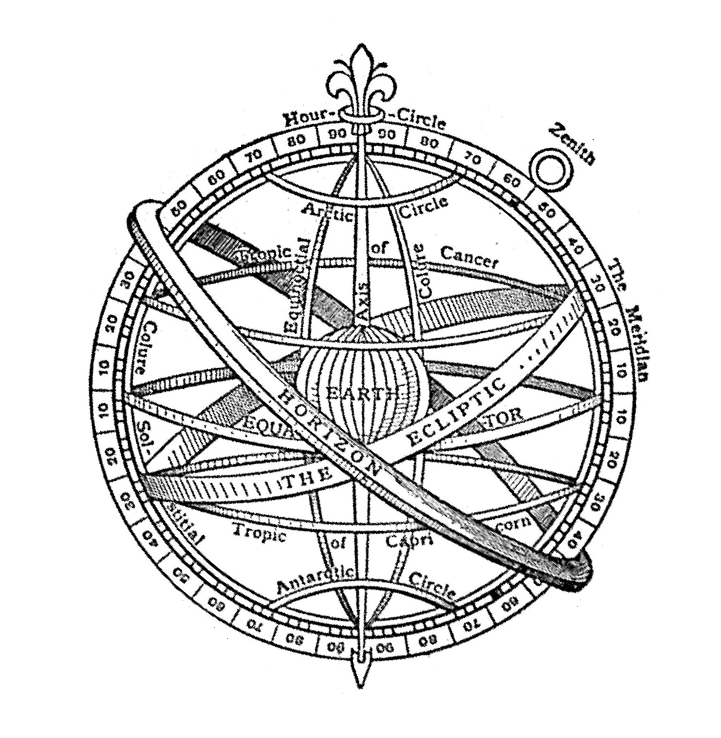
Esfera armil·lar amb el pol nord situat en posició vertical i el zenit en posició inclinada.
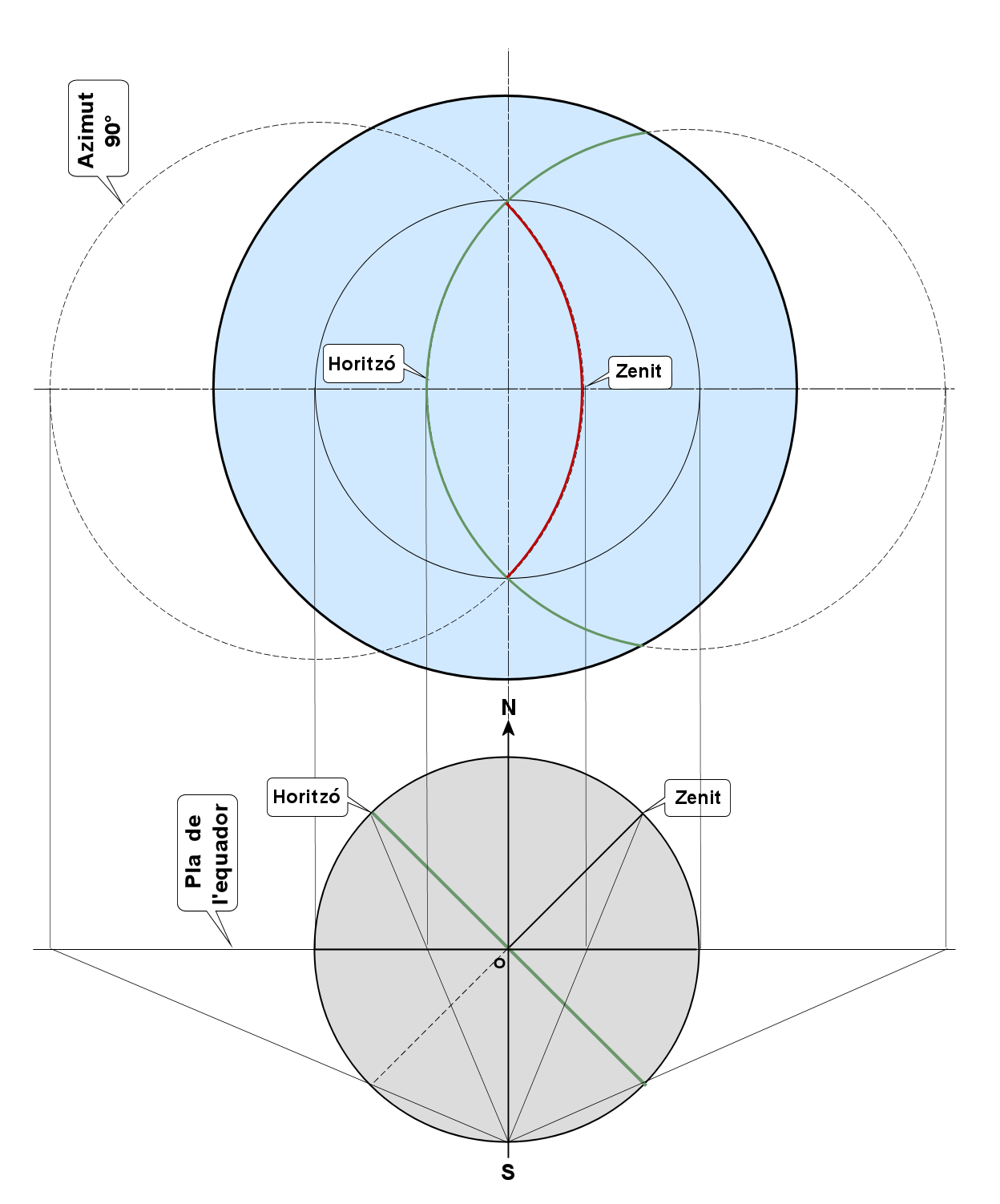
Projecció sobre la làmina. L'azimut de 90° (en vermell) està limitat per l'horitzó (en verd).

## Galeria d'astrolabis

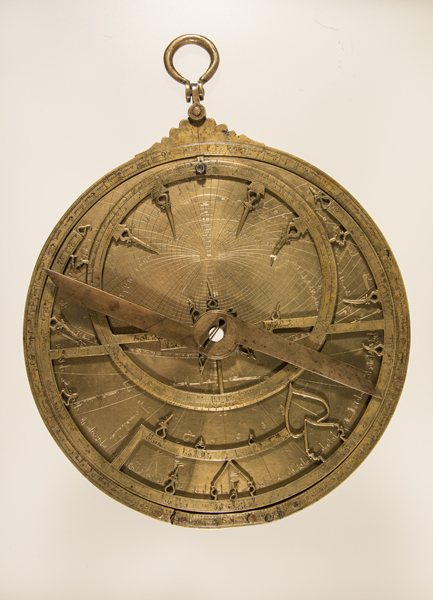
Astrolabi d'Ibrāhīm ibn Saʿīd al-Sahlī. Toledo, 1067. Museo Arqueológico Nacional (Madrid).
Astrolabi d'Aḥmad ibn Muḥammad al-Naqqāsh. Saragossa, 1080. Germanisches Nationalmuseum (Nuremberg).[16]
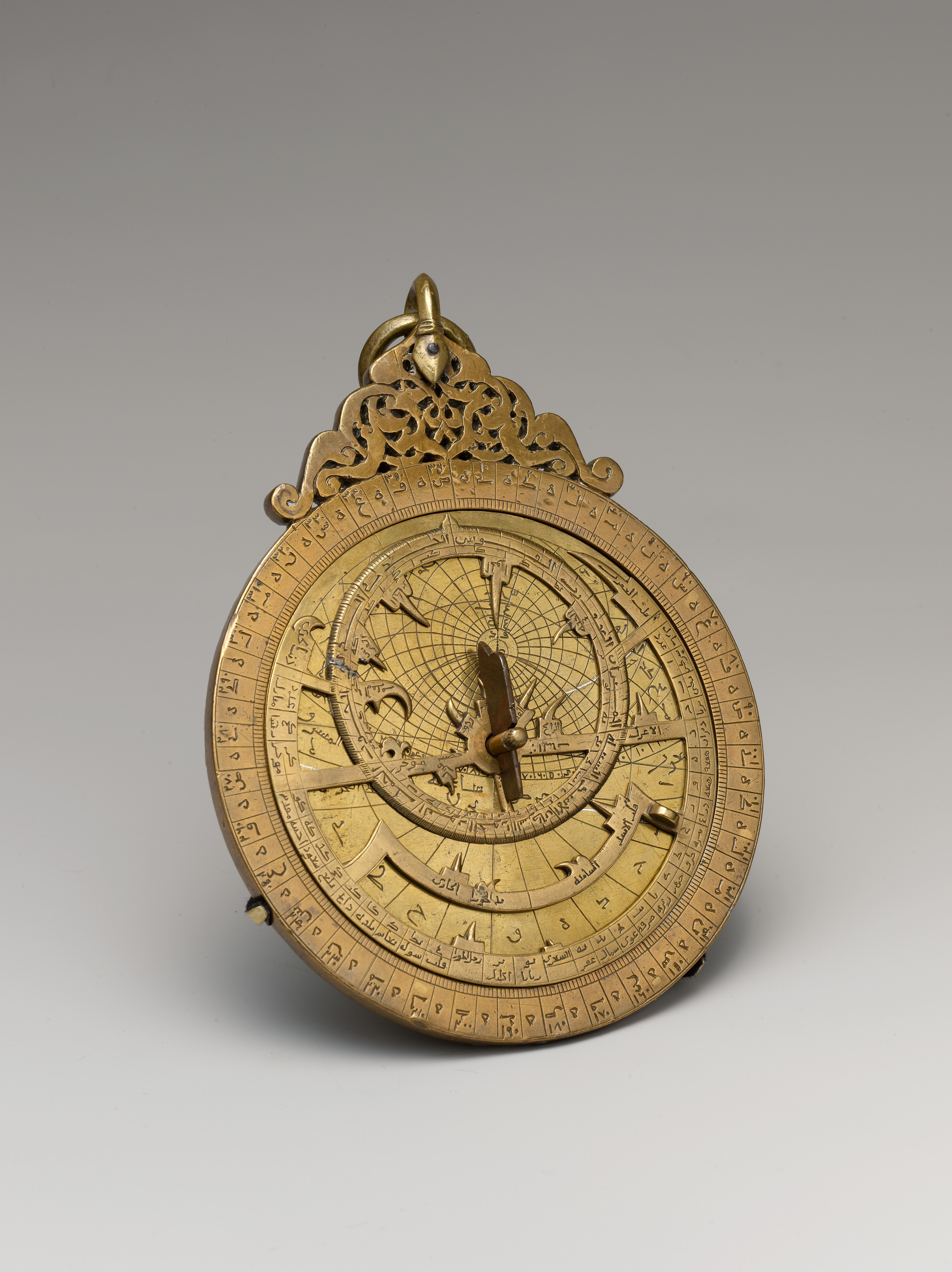
Astrolabi de ʿUmar ibn Yusuf ibn ʿUmar ibn ʿAli ibn Rasul al-Muzaffari. Iemen, 1291. Metropolitan Museum of Art (Nova York).
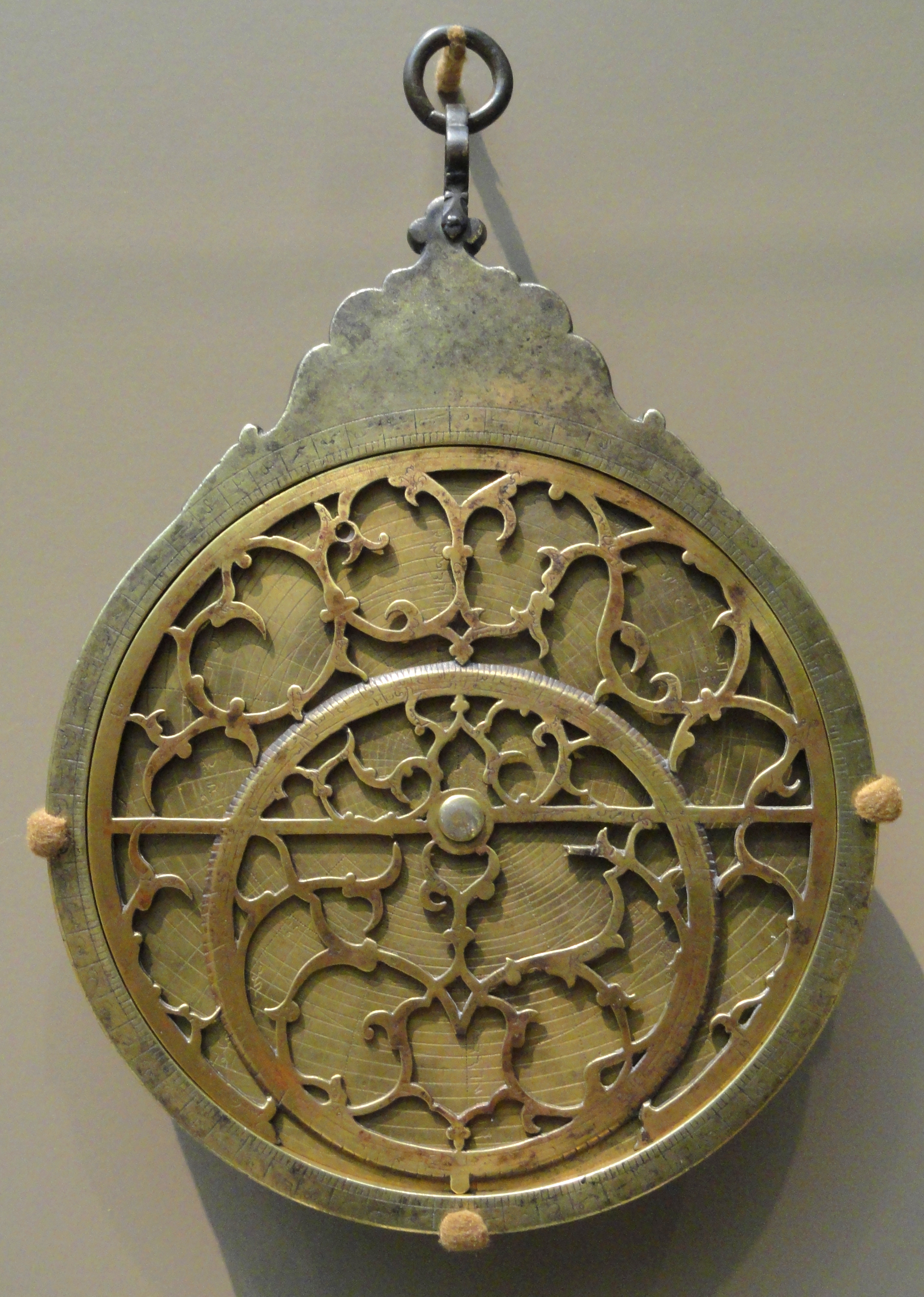
Astrolabi de ʿĪsā ibn Allāh-dād. Lahore, Pakistan, 1601. Adler Planetarium (Chicago).

## Tractats de l'astrolabi

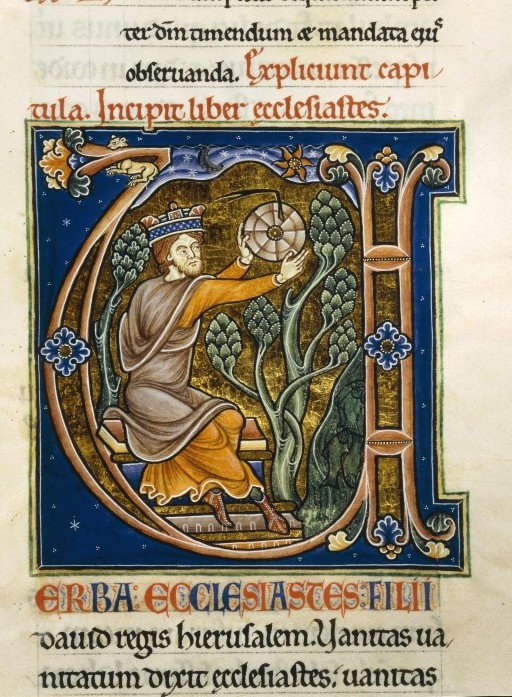
Salomó observant els astres. Miniatura del segle XII.

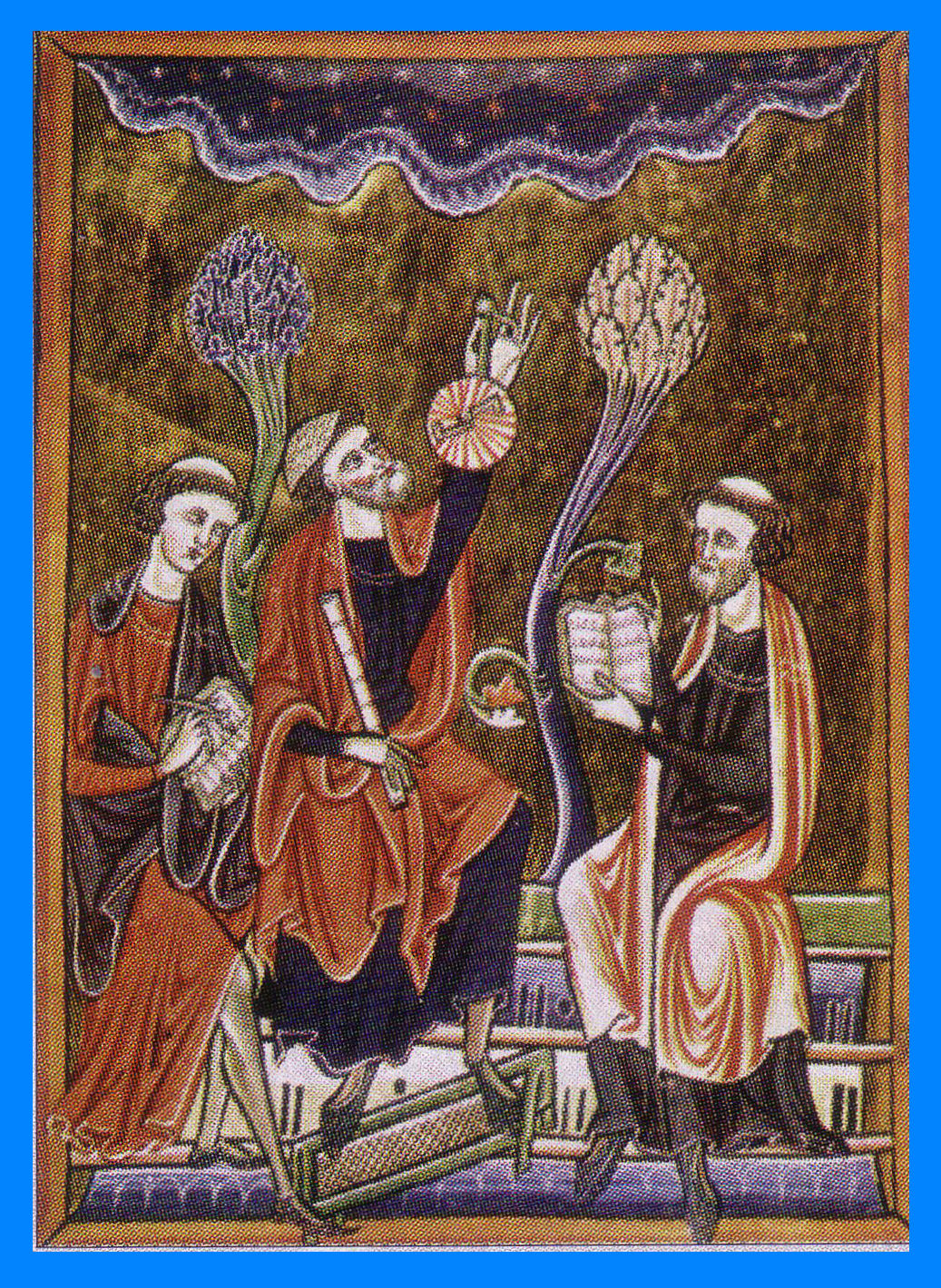
Astrolabi en el saltiri de sant Lluís i Blanca de Castella.

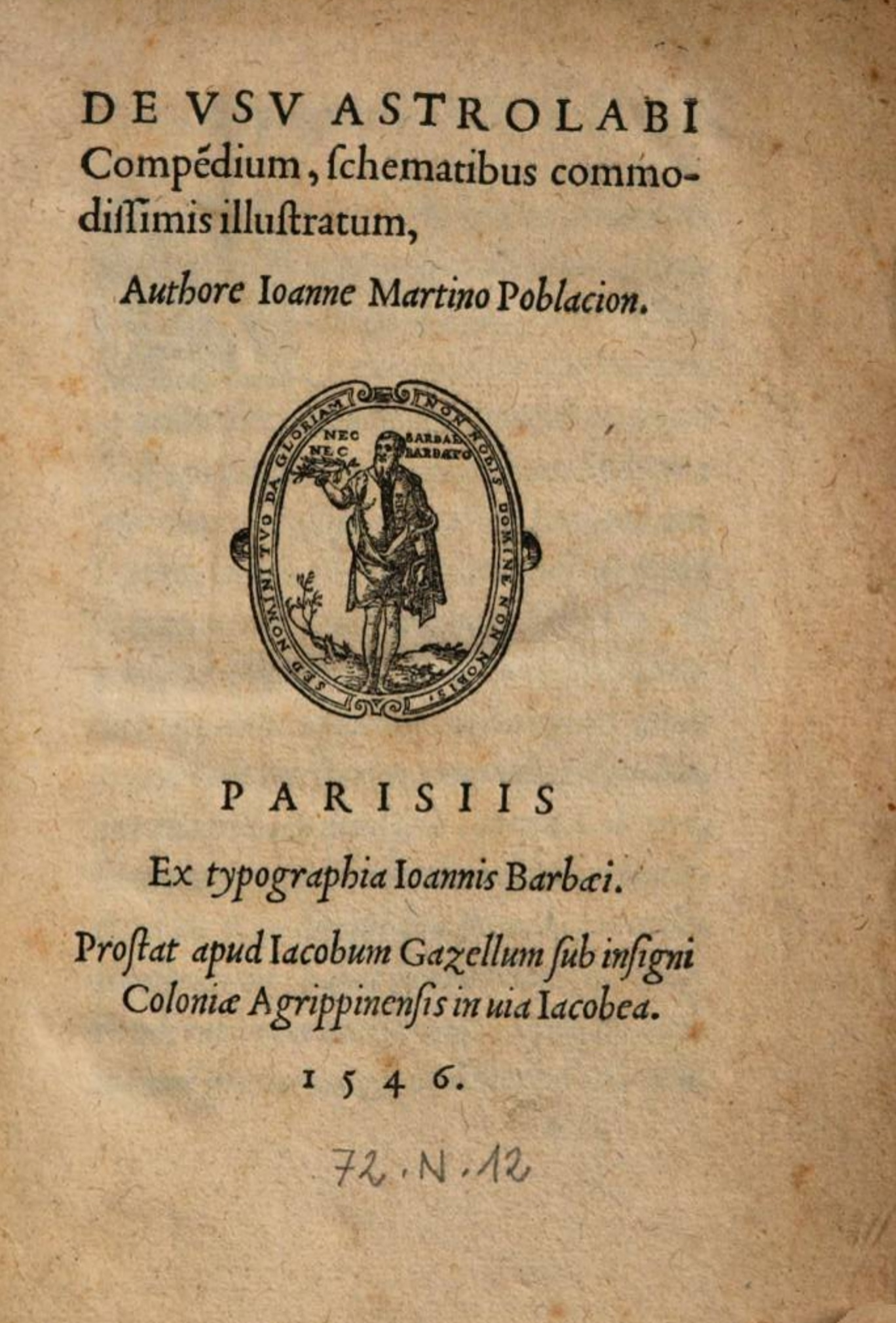
Portada de l'obra De usu astrolabi compendium de Joan Martí Població (edició de 1546)

Des dels inicis de l'astrolabi hi ha obres que tracten com se l'ha de construir i fer servir. S'ofereix a continuació una mostra no exhaustiva de tractats de l'astrolabi. Hi pot haver alguna obra no especialitzada en el tema que tingui un interès particular.
- c150 aC. Hiparc de Nicea.[19]
- s. vi. Johannes Philoponus: De usu astrolabii eiusque constructione libellus.[20]
  - 1947. Traité de L'astrolabe.[21]
  - 2015. Jean Philopon, Traite de l'Astrolabe.[22]
- 856-857. Aḥmad Ibn-Muḥammad al- Farġānī: Sobre l'astrolabi.[23]
- c 976. Lupitus Barchinonensis. Manuscrit 225 de Ripoll.[24][25][26]
- Segle X. L'astrolabi europeu (no musulmà) més antic conservat.[27]
- c1030. Ibn as-Saffar: Kitab al-amal bi-l-asturlab (Descripció i ús de l'astrolabi).[28]
- c1150. Còdex 80 de la catedral de Tortosa. PROPOSICIÓ 3. Ad altitudinem cum astralabio meciendam. Per a mesurar l'altitud amb un astrolabi.[29]
- 1274. Henri Bate de Malines. Magistralis compositio astrolobii.[30]
- 1276. Alfons X de Castella. Libros del saber de astronomía.[31]

| « | ... Quando esto quisieres fazer. toma una tabla de latón ó de qual cosa quisieres de que sea fecha, et de qual grandez. Et esta tabla deue a seer bien redonda,et bien egual. de guissa que non sea en un logar mas alta ni mas baxa que en otro, et deuen na limar et allanar quanto mas podieren. Et a mester que non sea muy delgada, porque non se tuerza ni quiebre las caberas de los clauos que están en logar de estrellas, ni se desdigan los picos dellas. Et affírmala en una tabla pessada de madero, con pez ó con otra cosa, en manera que esté bien firme, et non se mueua á ningún cabo, et faz en ella un cérculo del maíor tamanno que pudieres, et escriue sobréll a. b. c. d. et saca los dos diámetros deste cérculo. et ayuntarsán amos á dos en el cérculo sobre ángulo drecho o es el punto de e. et nombran este cérculo de a. b. c. d. Et saca los dos diámetros deste cérculo. et ayuntarsán amos á dos en el cérculo sobre ángulo drecho o es el punto de e. et nombra este cérculo de a. b. c. d. el cérculo de Capricornio. Et quando quisieres fazer el cérculo de aries. et de libra, et el cérculo de cancro, parte el cérculo sobredicho de a. b. c. d. por trezientas et sexaenta partes eguales. et serán en cada quatro nouaenta… | » |
| — Alfonso X de Castella. Libros del saber de astronomía. Astrolabio llano. 24 capítols. Nota: En les sèries de punts a,b,c,d la transcripció original indica a,b,g,d. La lectura dels dibuixos, sigui “c” o “g” la lletra en qüestió, és prou clara pel que fa a la interpretació. | |   |

- c1230. Johannes de Sacrobosco. De sphaera mundi.
  - 1490. Sphaera mundi[32]
  - 1545. Tractado de la sphera, con muchas additiones.[33]
- 1330. Libro de buen amor. "Astralabio".[34]
- 1370. Yantraraja: primer tractat en sànscrit sobre l'instrument escrit per Mahendra Suri[35]
- 1379. Inventari del rei Carles V de França: "un astrolabe, qui est de cuivre, rond".[36]
- 1391-1397. Geoffrey Chaucer: A Treatise on the Astrolabe: Addressed to His Son Lowys.[37]
- 1485. Abraham ibn Ezra o Abraham Aben Ezra (Erhard Ratdolt). De nativitatibus. Add: Henricus Bate: Magistralis compositio astrolabii.[38]
- 1494. Johann Engel: Astrolabium planum in tabulis ascendens. Venècia.[39]
  - Astrolabio plano. Ed. facsímil. Saragossa 1995.[40]
- 1503. Gregor Reisch: Margarita philosophica.[41] Obra enciclopèdica que inclou un tractat sobre l'astrolabi al final.
  - 1508.[42]
  - 1535.[43]
  - 1583.[44]
- 1512. Pietro Catena: Astrolabii quo primi mobilis motus deprehenduntur canones.[45]
- 1512. Johannes Stoffler: Elucidatio fabricae ususque astrolabii. Oppenheim.[46]
- 1518-1528. Georg Hartmann. Autor d'un tractat inèdit sobre rellotges de sol i astrolabis.
  - L'any 2002 el seu manuscrit fou traduït a l'anglès i publicat.[47]
- 1534. Oronce Finé: Quadrans astrolabicus.[48]
- 1538. Johann Dryander: Astrolabii canones breuissimi, in usum studiosorum astronomiae ex optimis quibusque autoribus decerpti.[49]
- 1546. Joan Martí Població: De Usu astrolabii compendium, schematibus commodissimus illustratum; authore Ioanne Martinum Poblacion.[50]
- 1546. Jacques Focard: Paraphrase de l'astrolabe.[51]
- 1549. Misri Ma Sha Allah (Messahala) De elementis et orbibus coelestibus, liber antiquus ac eruditus Messahalae[52]
- 1550. Juan de Rojas Sarmiento: Commentariorum in astrolabium quod planisphaerium Lutetiae.[53]
  - 1551.[54]
- 1551. Martín Cortés de Albacar: Breve Compendio de la Sphera y de la arte de navegar.[55]
  - Cap. VII. De la fábrica y uso del astrolabio con que los marineros toman las alturas del sol.
- 1554. Joannes Aguilera: Canones astrolabii universalis.[56]
- 1556. Gemma Frisius: De astrolabio catholico liber quo latissime patentis instrumenti multiplex versus explicatur.[57]
- 1557. Rudolph Batting: Nova quaedam et compendiosa usus Astrolabü methodus.[58]
- 1560. Jean Pierre de Mesnes: Traite de la composition et fabrique de l'astrolabe et de son usage.[59]
- 1569. Egnazio Danti: Trattato dell'vso et della fabbrica dell'astrolabio.[60]
- 1593. Christopher Clavius: Astrolabium.[61]
- 1595. Simon de Tovar: Examen i censura por el doctor Simon de Tovar, del modo de averiguar las alturas de las tierras, por la altura de la Estrella del Norte, tomada con la Ballestilla.[62]
- 1625. Teofilo Bruni: Novo planisferio o astrolabio universale.[63]
- 1690. Claude François Milliet Dechales. Cursus mathematicus. Tomus quartus complectens musicam, pyrotechniam, astrolabium, gnomonicam, astronomiam, astrologiam, tractatum de meteoris, & kalendarium.[64]
- 1879. Cesáreo Fernández Duro. Disquisiciones nauticas, Volum 4.[65]
  - Tracta del quadrant i de l'astrolabi nàutic com a instruments diferents.
- 1884. Ibn al-Samh, Asbag b. Muhammad, Traducció Almagro y Cárdenas, Antonio. Descripción y usos del astrolabio [Texto impreso] / por Aben Exxath; manuscrito marroquí traducido del árabe al español; y acompañado de notas aclaratorias y un discurso preliminar por Antonio Almagro Cárdenas.[66]
- 1888. Martin Klammroth: “Ueber die Auszüge aus griechischen Schriftstellern bei al-Ja‘qûbî: IV. Mathematiker und Astronomen”, Zeitschrift der Deutschen Morgenländischen Gesellschaft, 42 (1888), 1-44
- 1892. Josep Ricart i Giralt: Cristóbal Colón, cosmógrafo.[67]
- 1912. Jules Sottas. L'astrolabe quadrant du Musee de Rouen. "L'Astronomie" set p. 422-429.
- 1927. Luciano Pereira da Silva. O Astrolabio náutico dos Portugueses.[68]
- 1927. Robert Theodore Gunther: The Astrolabe: Its Uses and Derivatives.[69]
- 1932. Robert William T. Gunther: The Astrolabes of the World: Based upon the Series of Instruments in the Lewis Evans Collection in the Old Ashmolean Museum at Oxford, with Notes on Astrolabes in the Collections of the British Museum, Science Museum, Sir J. Findlay, mr. S.V. Hoffman, the Mensing Collection, and in other Public and Private Collections. (Oxford: Oxford University Press, 1932), 2 vols. – reeditat en 1976 en un sol volum per The Holland Press (London)
- 1947. Michel, Henri: Traité de l'astrolabe, Paris: Gauthier-Villars. Reed. Paris: Alain Brieux 1976.[70]
- 1947. Ernst Zinner: “Über die früheste Form des Astrolabs”, Berichten der Naturforschenden Gesellschaft Bamberg, 30 (1947), 8-21 – reeditat a: Kleine Veröffentlichungen der Remeis-Sternwarte, 1 (1946/53), nr. 2, 9-21
- 1949. Otto E. Neugebauer: “Studies in Ancient Astronomy IX: The Early History of the Astrolabe”, Isis: International Review Devoted to the History of Science and Civilization, 40 (1949), 240-256 – reeditat a: O.E. Neugebauer, Astronomy and History: Selected Essays (New York [etc.]: Springer-Verlag, 1983), pp. 278–294.
- 1953. Aage Gerhardt Drachmann: “The Plane Astrolabe and the Anaphoric Clock”, Centaurus: 3, september 1953, 183-189.[71]
- 1955. Aníbal Bargas Nigoul: El astrolabio.[72]
- 1955. Derek J. de Solla Price: “An International Checklist of Astrolabes”, Archives Internationales d'Histoire des Sciences, 8 [= Archeion, 34] (1955), 243-263 & 363-381
- 1956. L. A. Mayer: Islamic Astrolabists and their Works. Geneve, Ed. Kundig
- 1966. Francis Maddison: Hugo Helt and the Rojas astrolabe projection; Coimbra: Agrupamento d'Estudos de Cartografia Antiga, ser, sev, XII.
- 1972. John Blagrave. Astrolabium Vranicum Generale: A Necessary and Pleasaunt Solace and Recreation for Nauigators in Their Long Iorneying[73]
- 1973. Sharon L. Gibbs, J.A. Henderson & Derek J. de Solla Price: A Computerized Checklist of Astrolabes (Yale: Yale University Department of History of Science and Medicine, 1973)
- 1974. Roderic S. Webster. The astrolabe. Some notes on its history, construction and use. Lake Bluff, Illinois.
- 1974. David A. King: An analog computer for solving problems of spherical astronomy: The shakkâzîya quadrant of Jamâl al-Dîn al-Mâridînî”, Archives Internationales d'Histoire des Sciences 24 (1974), pp. 219–242
- 1974. Brieux, Alain: Les astrolabes. Test d’autencicité. Separata de Art et Curiosité, Septembre, 16p. Fol
- 1976. Waters, D. W. The Planispheric Astrolabe. National Maritime Museum. Greenwich.
- 1976. Miguel Angel Fernández Villar: Sobre el astrolabio firmado por G. Frisius y G. Arsenius.[74]
- 1978. Hartner, Willy: The principle and use of the astrolabe. Astrolabica 1; Société International de l’Astrolabe, Paris. Separata de A Survei of Persian Art. Chapter 57. Oxford University Press, 1938-1939, reimprès el 1967
- 1979. David A. King: On the early history of the universal astrolabe; "Journal for the history of the arabic science" vol 3, n. 2, p. 244-257
- 1981. M. Viladrich i R. Martí. Las tablas de climas en los tratados de astrolabio del manuscrito 225 del "Scriptorium" de Ripoll.[75]
- 1981. Marcel Destombes: Astrolabios náuticos del siglo XVI: a propósito de un astrolabio náutico de la Casa de la Contratación (Sevilla, 1563)[76]
- 1981. A. P. Segonds. Jean Philopon: Traité de l'Astrolabe. Astrolabica 2. Paris: Ed. Société Internationale de l'Astrolabe
- 1983. Mercè Viladrich, Ramon Martí. En torno a los tratados de uso del astrolabio hasta el siglo XIII. En VERNET: Nuevos estudios sobre astronomía española del siglo de Alfonso X. Barcelona: C.S.I.C.
- 1985. A. Estácio Dos Reis: Duas notas sobre astrolábios.[77]
- 1986. Mercè Viladrich i Grau. El "Kitab al-ʻamal bi-l-asṭurlāb" (llibre de l'ús de l'astrolabi) d'Ibn al-Samh. Institut d'Estudis Catalans.[78]
- 1987. Chabàs, Josep - Daniel Bosch: L'astrolabi pla. Guia per a la construcció i utilització. Barcelona: ICE - UPC.[79]
- 1989. R. K. E. Torode. A Mathematical System for identifying the Stars of an Astrolabe and finding its age. In "Etudes 1987-1989"; Astrolabica 5; Institut du Monde Arabe-Société International de l'Astrolabe, Paris, p. 53-76
- 1989. Paul Kunitzsch: The Astrolabe Stars of al-Sufi. In "Etudes 1987-1989"; Astrolabica 5; Institut du Monde Arabe-Société International de l'Astrolabe, Paris, p. 7-14
- 1989. Régine Leurquin: L'astrolabe dans la Tribiblos astronomique de Theodore Meliteniote. In "Etudes 1987-1989"; Astrolabica 5; Institut du Monde Arabe-Société International de l'Astrolabe, Paris, p. 15-26
- 1992. Leonard Linton: World Astrolabes Inventory (Point Lookout [NY]: Leonard Linton, 1992)
- 1994. Burkhard Stautz: “Die früheste bekannte Formgebung der Astrolabien”, in: A. von Gotstedter (ed.), Ad Radices: Festband zum fünfzigjährigen Bestehen des Instituts für Geschichte der Naturwissenschaften der Johann Wolfgang Goethe-Universität Frankfurt am Main (Stuttgart: Franz Steiner Verlag, 1994), pp. 315–328.
- 1995. W. M. Stevens. The oldest latin astrolabe, "Physis", vol. 32, fasc. 2-3, p. 189-450
- 1996. David A. King, - Kurt Maier: The medieval catalan astrolabe of the Society of Antiquaries, London. dins De Bagdad a Barcelona. Universitat de Barcelona, Anuari de Filologia, 19, p. 673-718
- 1996. Paul Kunitzsch - Elly Dekker (1996): The Stars on the Rete of the so-called "Carolingian Astrolabe". dins De Bagdad a Barcelona. Universitat de Barcelona, Anuari de Filologia, 19, p. 655-672
- 1999. David A. King: “Bringing Astronomical Instruments Back to Earth: The Geographical Data on Medieval Astrolabes (to ca. 1100)”, in: L. Nauta & A. Vanderjagt (eds.), Between Demonstration and Imagination: Essays in the History of Science and Philosophy Presented to John D. North (Leiden [etc.]: Brill, 1999 [= Brill's Studies in Intellectual History, nr. 96]), pp. 3–53 [cf. Appendix 5].
- 2000. Anthony J. Turner: “The Anaphoric Clock in the Light of Recent Research”, en: M. Folkerts & R.P. Lorch (eds.), Sic Itur ad Astra: Studien zur Geschichte der Mathematik und Natuwissenschaften. Festschrift für den Arabisten Paul Kunitzsch zum 70. Geburtstag (Wiesbaden: Harrassowitz Verlag, 2000), pp. 536–547.[80][81]
- 2002. David A. King: A Catalogue of Medieval Astronomical Instruments. Die Goethe-Universität Frankfurt am Main.
- 2003. François Charette. The Illustrated Treatise of Najm al-Din al-Misri.[82]
- 2003. David A. King: An astrolabe from 14th-century Christian Spain with inscriptions in Latin, Hebrew and Arabic. Suhayl, Vol. 3
- 2004-2009. David A. King: Astrolabis de la Catalunya medieval. En La Ciència en la Historia dels Països Catalans, ed. Joan Vernet i Ramon Parés, 3 vols. València: Institut d'Estudis Catalans, p. 198-199
- 2005. David A. King: In Synchrony With The Heavens. 2 vols. Brill Leiden-Boston
- 2017. Azucena Hernández Pérez: Astrolabes for the King: The Astrolabe of Petrus Raimundi of Barcelona. En Astrolabes in Medieval Cultures. Medieval Encounters. Ed. by Josefina Rodríguez-Arribas, Charles Burnett, Silke Ackermann, Ryan Szpiech. Leiden-Boston, Brill
- 2019. Ron B. Thomson: On the Astrolabe. A Critical Edition of the Latin Text with English Translation.[83]

## Usuaris notables dels astrolabis
La difusió dels astrolabis, en forma d'instruments físics i de tractats, tingué una certa importància entre persones importants. La llista dels usuaris notables podria ser molt extensa. Una mostra significativa de personatges dels Països Catalans relacionats amb els astrolabis s'ofereix a continuació. Amb altres personatges forasters.

### Ramon Llull(c1232-c1316)
- 1295. Astrolabi nàutic.[84]
- Mesura de l'alçària d'una torre amb un astrolabi.[85]

### Pere el Cerimoniós(1336–1387)
- 1345. Mana pagar 120 sous de Barcelona a Mosse Jacob, jueu de Perpinyà, “... per senyalar scriptures que ha fetes en un strelabi d'argent e per adobadures dels arelotges e d'altres strelabres que ha adobats en lo dit mes...”.[86]
- 1346. Mosse Jacob grava un astrolabi fet per al rei a Perpinyà per Guillem de Bianya, argenter de València, segons consta a l'albarà del 6 de febrer (Rubió i Lluch, Antoni (1908‑21): Documents per la història de la cultura catalana mig‑eval. (2n vol.). Barcelona, p. 79)
- 1349. 3 de març, el rei demanava el rellotge i l'astrolabi del seu metge Ferran d'Ayesa, mort recentment (Rubió i Lluch, Antoni (1908‑21): Documents per la història de la cultura catalana mig‑eval. (2n vol.). Barcelona, p. 86).
- 1352. Reclama a David Bonjorn, jueu de Perpinyà, un astrolabi i unes taules que li havia encarregat anteriorment.
- 1352. 18 d'agost, es cursa l'ordre de que li siguin pagades 50 lliures a Bernat Fermí de Barcelona, a qui anomena magistri dels alarotges per un astrolabi que va construir per al rei. Carta datada a Osca (Rubió i Lluch, Antoni (1908‑21): Documents per la història de la cultura catalana mig‑eval. (2n vol.). Barcelona, p. 96).
- 1360. Salamó Barbut, argenter jueu de Barcelona, va fer un astrolabi daurat per al rei Pere (Rubió i Lluch, Antoni (1908‑21): Documents per la història de la cultura catalana mig‑eval. (2n vol.). Barcelona, p. 128).
- 1362. Reclama un astrolabi encarregat a Natan del Barri.[87]
- 1362. 9 de gener, demana que li sigui portat des del seu arxiu de Barcelona un llibre sobre l'astrolabi que està escrit en llengua catalana i en àrab: Es rúbrica de lectura de stelabre e es ab cuberta vermella emprentada e ha tancadors d'argent semblants que han comunament llibres de dret, e és escrit en pergamí a colondells e la j. colondell es de letra cristiana en lenguatge Català e l'altre colondell és letra serrahinesca (A.C.A. Reg 1178 fol 113, Documents historichs catalans del segle xiv. Col·lecció de cartes familiars corresponents als regnats dePere del Punyalet y Johan I. Barcelona: Imp. La Renaixensa, 1889, p. 55).
- 1372. consta la compra feta per ordre del rei d'un astrolabi i el llibre del relat de Marco Polo (un stalabri de lauto i un libre apellat Marcho Polo) (Rubió i Lluch, Antoni (1908‑21): Documents per la història de la cultura catalana mig‑eval. (2n vol.). Barcelona, p. 165).
- 1378. 15 de desembre, el rei Pere comunica a l'abat de Poblet que li envia un astrolabi juntament amb altres objectes (Rubió i Lluch, Antoni (1908‑21): Documents per la història de la cultura catalana mig‑eval. (2n vol.). Barcelona, p. 197).

### Joan el Caçador(1387–1396)
- 1382. Reclama un astrolabi.[88]
- 1391. En una carta parla d'un quadrant per a saber l'hora de dia i de nit. I d'instruments semblants de propietat reial guardats a València i Barcelona.
- 1391. Envia un astrolabi ("estralau") al comte de Foix.[89]

### Francesc Eiximenis(1392)
En el Dotzè del Crestià recorda l'ús de l'astrolabi en la mesura d'altures. Capítol CCXCV. Com pot hom mesurar o saber la altea del mur d'aquell lloch qui hom té assetjat.

### Martí l'Humà(1396–1410)

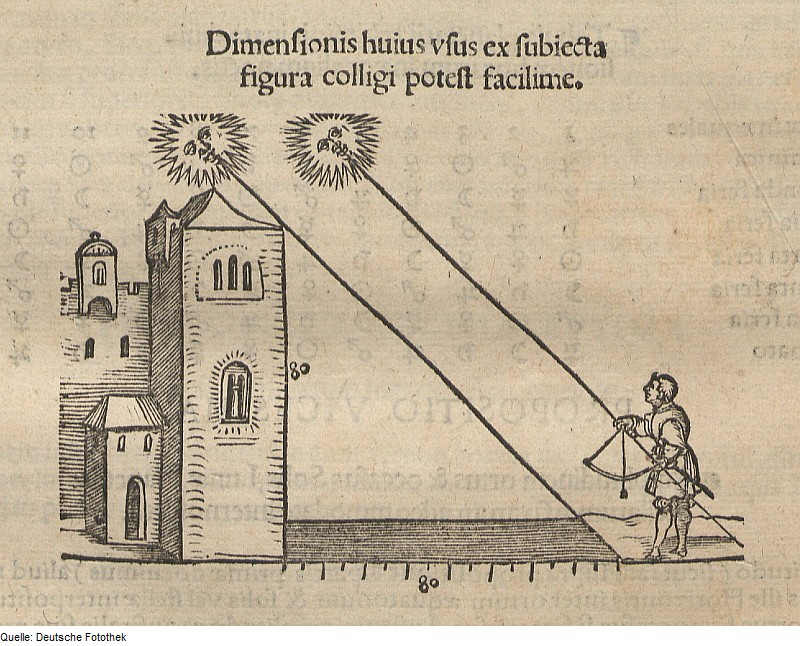
Mesura de l'alçada d'una torre amb un quadrant.

- 1405. El rei Martí escriu a l'abat de Poblet demanant-li un jove expert en l'ús de l'astrolabi (per a esbrinar l'hora de dia i de nit) disposat a anar Sicília, residir a la cort i ensenyar la tècnica de l'instrument al rei de Sicília (fill del rei Martí).[91][92]
- c1410. A la mort del rei, a la seva biblioteca hi constaven dos llibres sobre l'astrolabi.[93]
- c1410. En l'inventari de bens mobles hi figuren: un horari de vori dins d'un estoig de cuir, un astrolabi de llautó, un estoig de cuir negre amb set taules d'astrolabi i un astrolabi d'or dins d'un estoig de cuir daurat.

### Enrique de Villena
En el setge de Balaguer (1413) va calcular amb un astrolabi de la propietat l'alçada en un punt de la muralla. En equivocar-se, per excés, fou objecte del sarcasme de Ferran I d'Aragó.

### Vasco da Gama
L'any 1476, a la sortida del seu primer viatge a l'Índia, portava diversos astrolabis. A més dels astrolabis nàutics petits, de llautó, va usar un astrolabi gran de fusta per a mesures estàtiques des de terra estant.
| «                                  | E a primeira terra que tomou, antes de chegar ao Cabo de Boa Esperança, foi a baia, a que ora chamam de Sancta Helena, havendo sinco mezes que era partido de Lisboa, onde sahio em terra por fazer aguada, e assi tomar á altura do Sol ; porque como do uso do astrolabio pera aquelle mister da navegação havia pouco tempo que os mareantes deste Reyno se aproveitavam, e os navios eram pequenos, não confiava muito de a tomar dentro nelles por causa do seu arfar. Principalmente com hum astrolabio de páo do tres palmos de diametro, o qual armavam em tres páos á maneira de cabrea por melhor segurar a linha Solar, e mais verificada, … | » |
| — Decadas da Asia. Joao de Barros. | |   |